# يوهان فريدريش إرنست ألبرشت
يوهان فريدريش إرنست ألبرشت (بالألمانية: Johann Friedrich Ernst Albrecht)‏ (و. 1752 – 1814 م) هو مترجم، وكاتب طبي، وكاتب ألماني، ولد في شتاده، توفي عن عمر يناهز 62 عاماً.